# Consejo Nacional de Investigaciones Científicas y Técnicas (Argentina)
O Consejo Nacional de Investigaciones Científicas y Técnicas (CONICET) é um ente autárquico dependente do  Ministério de Ciência, Tecnologia e Inovação Produtiva da Argentina destinado a promover o desenvolvimento da ciência e a tecnologia nesse país.

## Pesquisadores
- José Pedro Viegas Barros[2]